# Brunvillers-la-Motte
Brunvillers-la-Motte är en kommun i departementet Oise i regionen Hauts-de-France i norra Frankrike. Kommunen ligger i kantonen Saint-Just-en-Chaussée som tillhör arrondissementet Clermont. År 2022 hade Brunvillers-la-Motte 344 invånare.

## Befolkningsutveckling
Antalet invånare i kommunen Brunvillers-la-Motte
| Referens: INSEE |